# Epifania di Cilicia
 Epifania di Cilicia  (greco antico Επιϕανείας, in latino Epiphanīa) fu un'antica città della Cilicia piana (o Cilicia Campestris), in Turchia.

## Ubicazione
Cicerone, a proposito della sua campagna in Cilicia, scrisse che essa era a una giornata di cammino dal monte Amano:
(Cicerone, CCXXXVIII Epistolae XV, 4 a M. Caton, S.)
Nella Tabula Peutingeriana, l'antica carta romana che mostra le vie militari dell'Impero, Epifania è a metà strada fra Alessandria di Isso e Anazarbo.
L'antica Epifania di Cilicia è stata identificata in un grande sito a 91 km a SUD-EST di Adana, a circa 6 km a OVEST di Erzin, sul lato destro della linea ferroviaria di Iskenderun (Alessandretta) (in turco İskenderun o Iskenderon)
Gli scavi hanno riportato alla luce i resti dell'acropoli, con parti di mura, un tempio, un teatro, arcate di un acquedotto con una parte del corso d'acqua che drena in una cisterna e molte case, tutte costruite in basalto nero. Rinvenute anche le rovine di due chiese del V e VI secolo.

## Origini

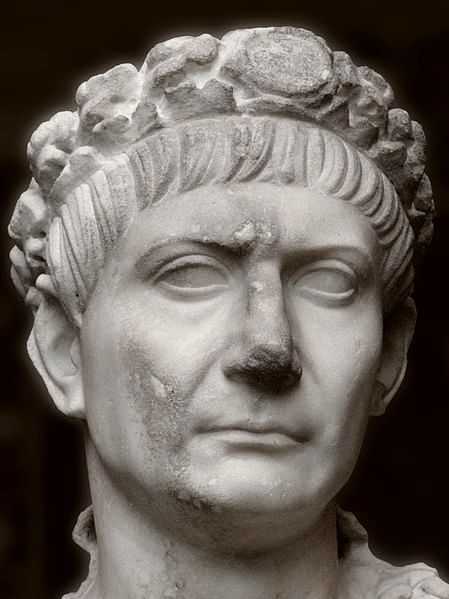
Epifania si chiamò Traianopoli in onore di Traiano. (L'Optimus princeps, Glyptothek di Monaco di Baviera)

Secondo Plinio fu anticamente chiamata Oeniandos, successivamente Epifania in onore di Antioco IV Epifane (175 a.C.-164 a.C.).
Alcune monete risalenti al periodo di Traiano, riportano anche il nome di Traianopoli, ciò dovette accadere, quando l'imperatore, si trovò in Cilicia, per muovere guerra ai Parti nell'anno di Roma 867.

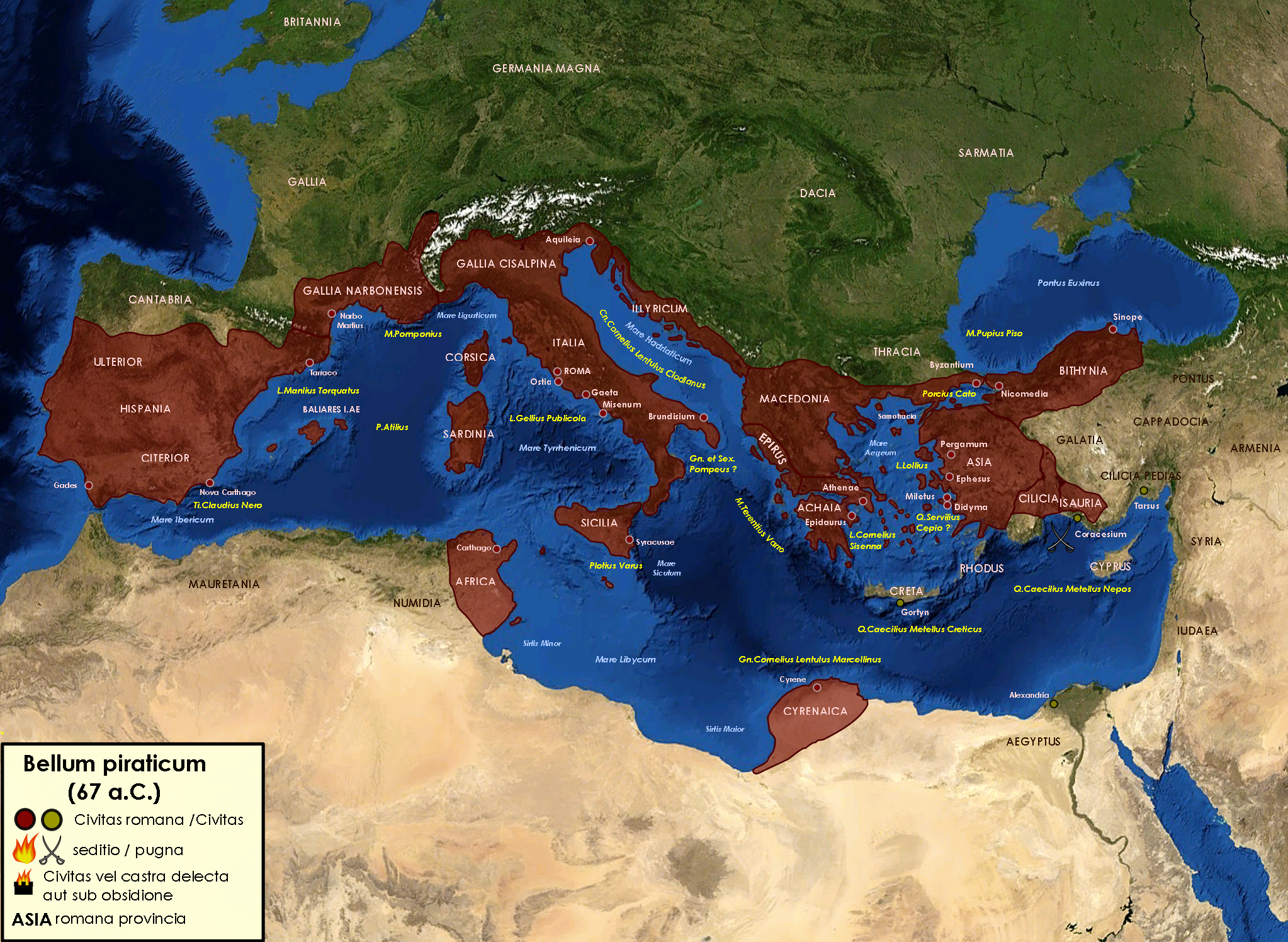
Mappa generale del Bellum piraticum di Pompeo, con i relativi comandanti, per area territoriale

Tacito, scrisse che la parte della Cilicia in cui era compresa Epifania, fu sottomessa al dominio romano da Lucullo, verso l'anno di Roma 683.

## Epifania diocesi cristiana

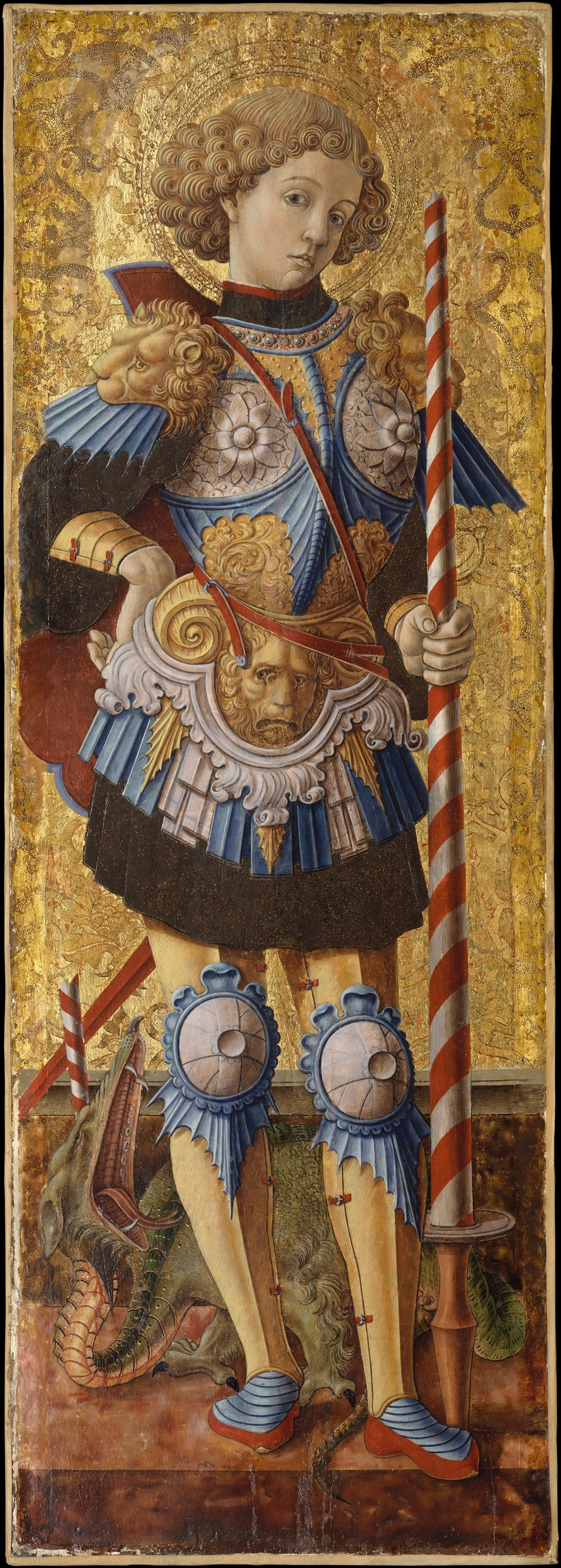
San Giorgio di Carlo Crivelli (1472)

Epifania è un'antica sede episcopale della provincia romana della Cilicia Seconda nella diocesi civile d'Oriente. Faceva parte del patriarcato di Antiochia ed era suffraganea dell'arcidiocesi di Anazarbo, come documentato da una Notitia Episcopatuum del VI secolo.

Qui fu vescovo Sant'Anfione, dove consumò il resto della sua vita praticando le più eroiche virtù:
(Martirologio Romano p. 235, n.6.)
Qui sarebbe nato, secondo lo storico Edward Gibbon, San Giorgio:
(Edward Gibbon, Storia della decadenza e rovina dell'Impero romano (1776), CAP. XXIII)

## Monumenti cittadini

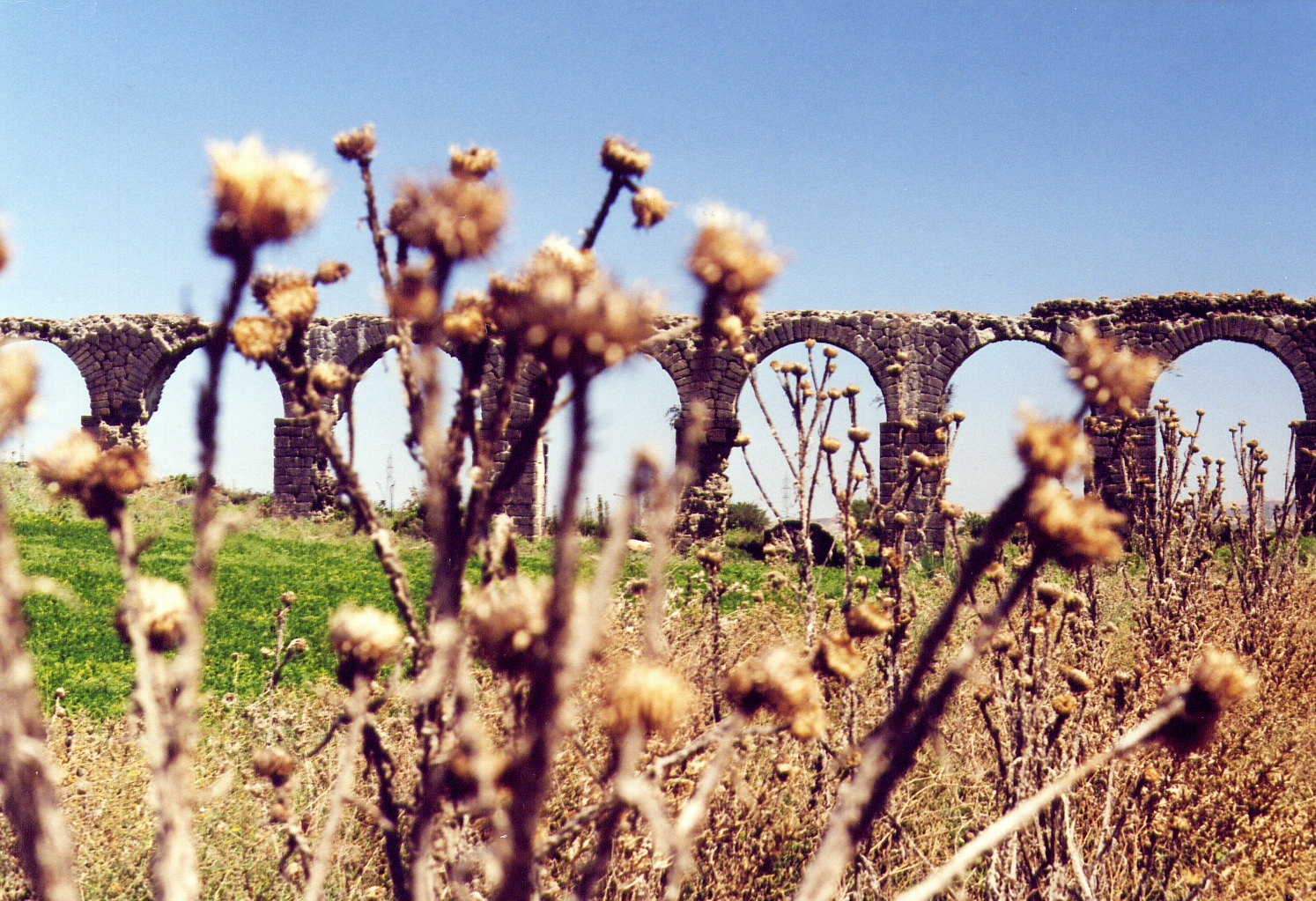
Parte di Acquedotto romano dell'antica Epifania

Epifania ebbe una zecca propria (coniò monete autonome e imperiali da Traiano a Gallieno), l'acropoli, un tempio, un teatro, l'acquedotto e chiese risalenti al V e VI secolo.

### Antica
- Cicerone, Epistolae a M. Caton, S.
- Cicerone, pro lege Manilia
- Gaio Plinio Secondo, Historiae Mundi
- Tacito, Annales o Ab excessu divi Augusti

### Moderna
- Abate Biagio Terzi di Lauria, Siria Sacra
- Abate Giuseppe Ricciotti, Paolo apostolo. Biografia con introduzione critica e illustrazioni, Tipografia Poliglotta Vaticana 1946
- Arnold Hugh Martin Jones, The Cities of the Eastern Roman Provinces
- David Magie, Roman Rule in Asia Minor to the End of the Third Century After Christ
- Edward Gibbon, Storia della decadenza e rovina dell'Impero romano
- George Francis Hill, M.A., Catalogo delle monete greche di Licaonia, Isauria e Cilicia, 1900 British Museum.
- Martirologio Romano
- Pontificia Università Lateranense, Bibliotheca Sanctorum
- William Mitchell Ramsay, Historical Geography of Asia Minor(1890)
- Walther Ruge, in Pauly-Wissowa, Real-Encycl